# Ádám Erzsébet
Ádám Erzsébet (Marosvásárhely, 1947. január 5. – Marosvásárhely,  2014. december 20. ) magyar színésznő. Tanulmányait a marosvásárhelyi Szentgyörgyi István Színművészeti Intézetben végezte 1969-ben, utána a város Nemzeti Színházához került. Saját előadóesteket szervezett, az 1970-es és 1980-as években bejárta Nyugat-Európát, Kanadát, az USA-t és Ausztráliát. 1989-ben Ceaușescu feleségének írt levelében feljelentette kollégáit.

## Főbb szerepei
- Irina (Csehov: Három nővér)
- Barbara (George Bernard Shaw: Barbara őrnagy)
- Melinda (Katona József: Bánk bán)

## Előadóestjei
- Harangtisztán
- Rejtelmek, ha zengenek
- Vadrózsák
- A nap árnyéka

## Filmjei
- Doi bărbați pentru o moarte (román film, 1969)
- A hosszú előszoba (magyar tévéjáték, 1980)

## Lemezei
- Harangtisztán (Kaláka Records, 1977)